# Abadia de Jumièges

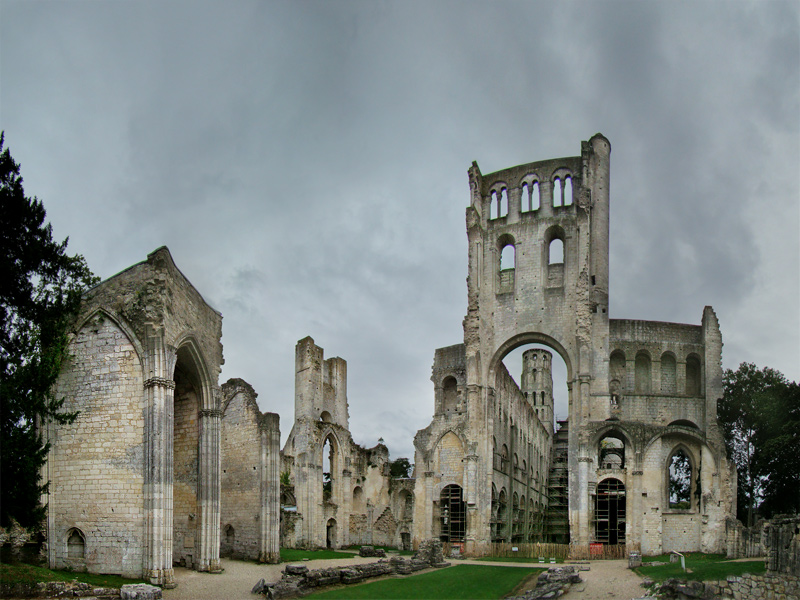
Ruínas da abadia de Jumièges

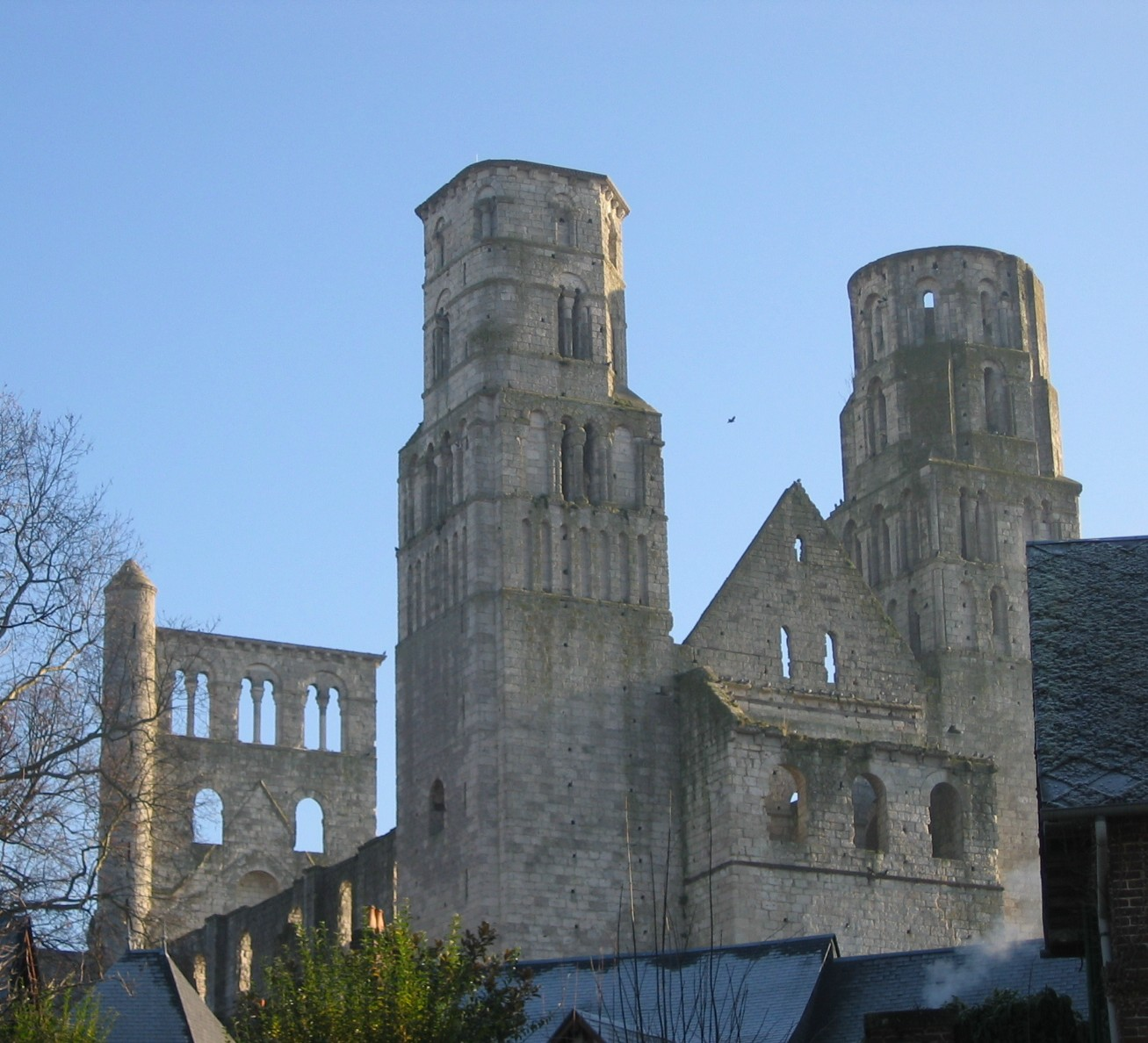
Abadia de Jumièges

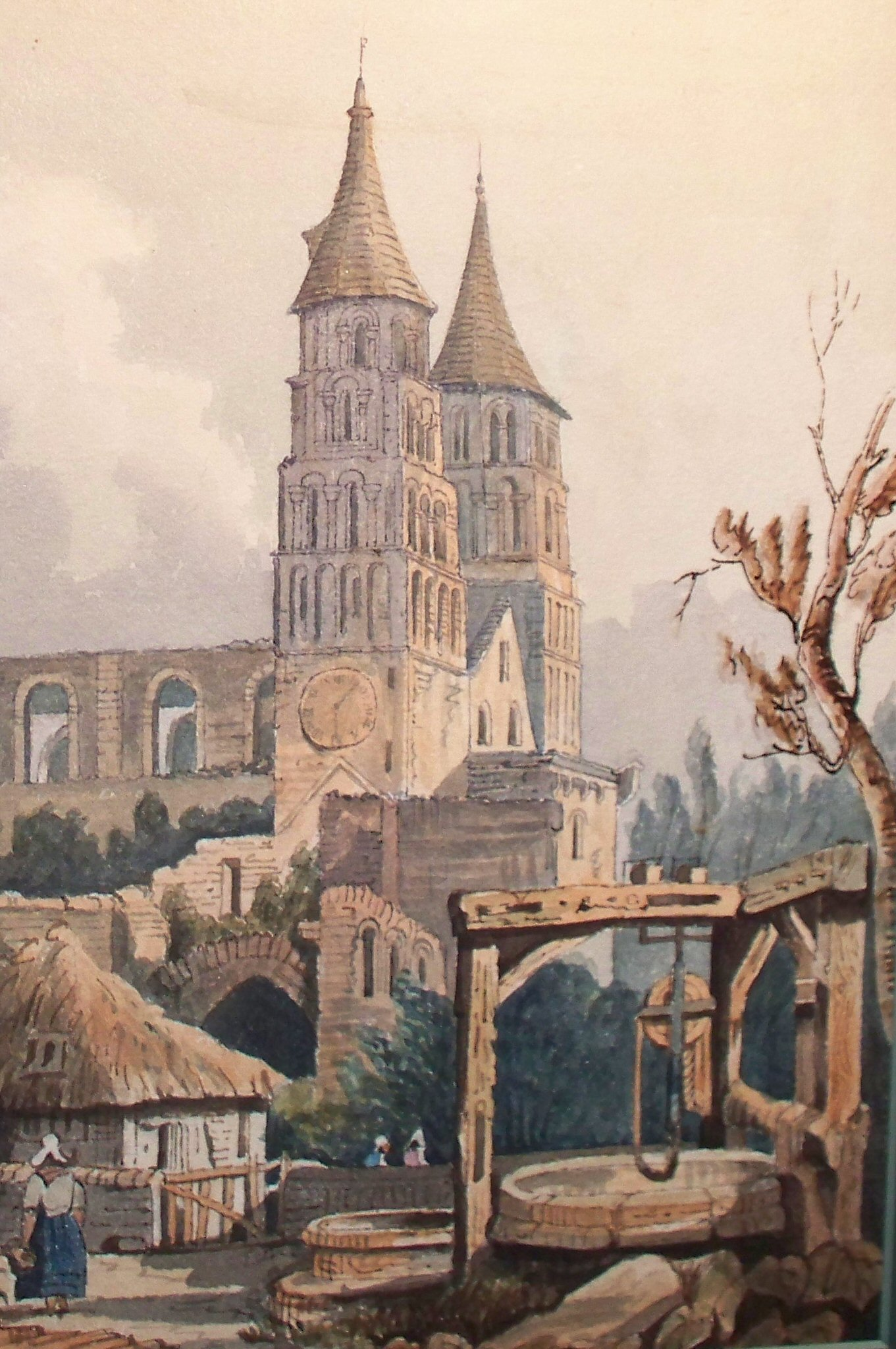
Abadia de Jumièges, conforme pintada por John Sell Cotman em 1818

A Abadia de Jumièges foi um mosteiro beneditino situado na comuna de Jumièges, no departamento de Seine-Maritime, na Normandia, França.

## História
Em 654, a abadia foi fundada em uma doação de terras florestais pertencentes ao fisco real, oferecida por Clóvis II e sua rainha, Batilda, ao nobre franco Filiberto, que havia sido companheiro dos santos Ouen e Wandrille na corte merovíngia de Dagoberto I. Philibert se tornou o primeiro abade, e a generosidade de Batilda acrescentou "muitos presentes e pastagens do fisco real" mas ele foi mais tarde obrigado a deixar Jumièges por ciúme de certos inimigos, e passou um período de exílio de Nêustria na corte de Bispo Ansoald de Poitiers; depois disso, ele fundou mosteiros em Pavilly, Montivilliers e Noirmoutier, onde morreu por volta de 685. Entre os inspirados por seu exemplo estava o monge irlandês Sidonius, que fundou o mosteiro de Saint-Saëns. Sob o segundo abade, São Achard, Jumièges prosperou e logo contava com quase mil monges.
A partir de 788, Carlos Magno manteve Tassilão III, o recentemente destronado Duque Agilolfing da Baviera e um de seus filhos (e, portanto, um possível vingador e sucessor do perigo), Teodo, preso na abadia.
No século IX foi pilhada e totalmente queimada pelos vikings, mas foi reconstruída em uma escala maior por William Longespee, duque da Normandia (m. 942). Uma nova igreja foi consagrada em 1067 na presença de Guilherme, o Conquistador.
Gozando do patrocínio dos duques da Normandia, a abadia tornou-se um grande centro de religião e aprendizagem, suas escolas produzindo, entre muitos outros estudiosos, o historiador nacional Guilherme de Jumièges. Alcançou o apogeu de sua fama por volta do século XI e foi considerada um modelo para todos os mosteiros da província. Era conhecida principalmente por sua caridade para com os pobres, sendo popularmente chamada de "Jumièges l'Aumônier".
A igreja foi ampliada em 1256 e novamente restaurada em 1573. Os abades de Jumièges participaram de todos os grandes negócios da Igreja e do Estado. Um deles, Roberto Champart, tornou-se arcebispo de Canterbury em 1051, depois de ser bispo de Londres. Muitos outros se tornaram bispos na França, e alguns também foram elevados à dignidade de cardeal.
A sorte da abadia sofreu um pouco com a invasão inglesa do século XV, mas recuperou e manteve sua prosperidade e posição elevada até que toda a província foi devastada pelos huguenotes e pelas guerras religiosas. Em 1649, durante a abadia de Francisco III, Jumièges foi assumida pela Congregação de São Mauro, sob a qual parte de sua antiga grandeza foi ressuscitada.
A Revolução Francesa, no entanto, terminou sua existência como um mosteiro, deixando apenas ruínas impressionantes. Estes incluem a igreja, com suas belas torres gêmeas e fachada oeste, e partes dos claustros e biblioteca, cujo conteúdo foi transferido para Ruão quando a abadia foi dissolvida. No meio do antigo claustro, existe ainda o teixo com 500 anos. Uma galeria do claustro foi comprada por Lord Stuart de Rothesay para reconstruí-la no Castelo de Highcliffe perto de Bournemouth, Dorset.
O romancista francês Roger Martin du Gard, vencedor do Prêmio Nobel, dedicou sua dissertação a um estudo arqueológico das ruínas.